# Crombie ao Vivo no Teatro Municipal de Niterói
Crombie ao Vivo no Teatro Municipal de Niterói é o primeiro álbum ao vivo da banda brasileira Crombie, lançado em junho de 2014 de forma independente.
Gravado em 2013 na cidade em que a banda foi formada, Niterói, une músicas dos álbuns Por Enquanto (2008) e Casa Amarela (2011), com arranjos ao vivo.

## Faixas
1. "Chuva de Vento"
2. "Já Que Você Veio"
3. "Sobre o Tempo"
4. "Se por Acaso"
5. "Convívio"
6. "Sem Vaidade"
7. "Dolores"
8. "Urbana"
9. "Luzes e Sombras"
10. "Tudo no Mesmo Lugar"